# Jabar Gaffney
Derrick Jabar Gaffney (San Antonio, 1º dicembre 1980) è un giocatore di football americano statunitense che gioca nel ruolo di wide receiver nella National Football League (NFL) e attualmente è free agent. Fu scelto nel corso del secondo giro (33º assoluto) del Draft NFL 2002 dagli Houston Texans. Al college giocò a football all’Università della Florida.

## Carriera professionistica

### Houston Texans
Gaffney fu scelto nel corso del secondo giro del Draft 2002 dalla neonata franchigia degli Houston Texans. I suoi anni con la squadra furono caratterizzate da un gioco non consistente che lo portò spesso in panchina in favore di ricevitori veterani, in particolare Corey Bradford. Dopo la scadenza del suo contratto da rookie, i Texans scelsero di lasciarlo libero.

### Philadelphia Eagles
Il 16 marzo 2006, gli Eagles fecero firmare a Gaffney un contratto annuale ma lo svincolarono prima dell'inizio della stagione regolare.

### New England Patriots

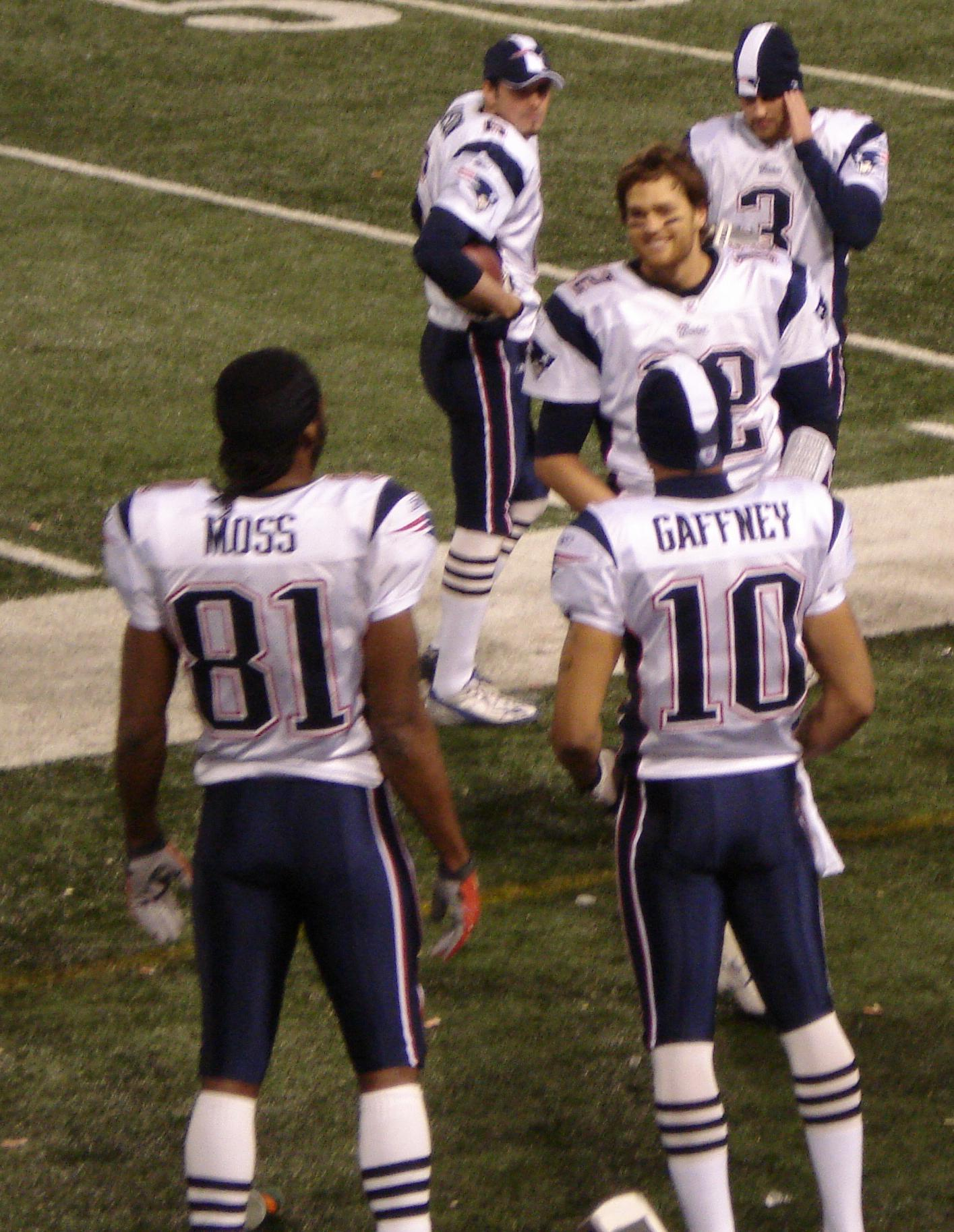
Gaffney con Tom Brady e Randy Moss nel 2007.

Gaffney firmò un contratto biennale coi New England Patriots il 9 ottobre 2006. Il 2007 fu la sua prima stagione di buon livello. Il 5 marzo 2008, Gaffney rifirmò un contratto annuale coi Patriots del valore di due milioni di dollari.
Nella sua prima gara di playoff della carriera, il 7 gennaio 2007 contro i New York Jets, Gaffney ricevette 8 passaggi per 104 yard, la sua seconda gara in cui superò le 100 yard (in dieci gare di stagione regolare, Gaffney aveva ricevuto 11 passaggi per 142 yard e un touchdown.) Gaffney a quella partita ne fece seguire un'altra contro i San Diego Chargers in cui ricevette 10 passaggi per altre 100 yard e un touchdown.
Jabar Gaffney terminò la stagione 2008 con 44 ricezioni per 468 yard e 2 touchdown. La migliore gara dell'anno la giocò contro gli Arizona Cardinals nella settimana 16 in cui ricevette 90 yard.

### Denver Broncos
Il 27 febbraio 2009, Gaffney firmò un contratto quadriennale del valore di 10 milioni di dollari coi Denver Broncos, 3 milioni dei quali garantiti. Nella sconfitta della settimana 17 contro i Kansas City Chiefs, Jabar disputò la miglior gara della carriera ricevendo 14 passaggi per 213 yards coi Broncos che giocavano senza Brandon Marshall, in panchina per motivi disciplinari. La stagione 2009 terminò con 54 ricezioni per 732 yard e 2 touchdown, classificandosi al secondo posto nella squadra per ricezioni e yard ricevute. Gaffney nel 2010 ricevette 875 yard.

### Washington Redskins
Gaffney fu scambiato coi Washington Redskins per il defensive end Jeremy Jarmon il 27 luglio 2011. Nella sua unica stagione coi Redskins, Gaffney stabilì un nuovo primato in carriera con 947 yard ricevute, guidando la squadra nella categoria, oltre a segnare 5 touchdowns.
Gaffney fu svincolato dai Redskins il 1º maggio 2012.

### Ritorno ai Patriots
Gaffney firmò un contratto biennale per tornare ai Patriots il 2 maggio 2012 ma fu svincolato il 27 agosto.

### Miami Dolphins
Il 2 ottobre 2012, Gaffney firmò coi Miami Dolphins.

## Statistiche
| Partite totali         | 149   |
| Yard su ricezione      | 5.622 |
| Touchdown su ricezione | 24    |